# William Legge, V conte di Dartmouth
William Walter Legge, V conte di Dartmouth (12 agosto 1823 – 4 agosto 1891) è stato un politico inglese.

## Biografia
Era l'unico figlio di William Legge, IV conte di Dartmouth, e della sua prima moglie, Lady Frances Charlotte Talbot.

## Carriera
Legge fu eletto nel 1849 come deputato per il collegio di South Staffordshire, carica che mantenne fino al 1853, quando successe al padre alla contea. È stato nominato Lord luogotenente dello Staffordshire nel 1887.

## Matrimonio
Sposò, il 9 giugno 1846, Lady Augusta Finch (?-1 dicembre 1900), figlia di Heneage Finch, V conte di Aylesford. Ebbero sei figli ma solo due raggiunsero l'età adulta:
- William Legge, VI conte di Dartmouth (6 maggio 1851-11 marzo 1936);
- Sir Henry Charles Legge (4 novembre 1852-20 giugno 1924), sposò Amy Gwendoline Lambart, ebbero due figli.

## Morte
Morì il 4 agosto 1891, all'età di 67 anni.

## Ascendenza
|                                          |                                      |                                       | Genitori                             |  |  | Nonni |  |  | Bisnonni                             |  |  | Trisnonni                       |  |
|                                          |                                      |                                       |                                      |  |  |       |  |  | William Legge, II conte di Dartmouth |  |  | George Legge, visconte Lewisham |  |
|                                          |                                      |                                       |                                      |  |  |       |  |  | William Legge, II conte di Dartmouth |  |  | George Legge, visconte Lewisham |  |
|                                          |                                      | Elizabeth Kaye                        |                                      |  |  |       |  |  | William Legge, II conte di Dartmouth |  |  |                                 |  |
| George Legge, III conte di Dartmouth     |                                      |                                       |                                      |  |  |       |  |  | William Legge, II conte di Dartmouth |  |  |                                 |  |
|                                          |                                      | Frances Catherine Nicoll              | Charles Gounter Nicoll               |  |  |       |  |  |                                      |  |  |                                 |  |
|                                          |                                      | Frances Catherine Nicoll              | Charles Gounter Nicoll               |  |  |       |  |  |                                      |  |  |                                 |  |
|                                          |                                      | Frances Catherine Nicoll              | Elizabeth Blundell                   |  |  |       |  |  |                                      |  |  |                                 |  |
| William Legge, IV conte di Dartmouth     |                                      | Frances Catherine Nicoll              |                                      |  |  |       |  |  |                                      |  |  |                                 |  |
|                                          |                                      | Heneage Finch, III conte di Aylesford | Heneage Finch, II conte di Aylesford |  |  |       |  |  |                                      |  |  |                                 |  |
|                                          |                                      | Heneage Finch, III conte di Aylesford | Heneage Finch, II conte di Aylesford |  |  |       |  |  |                                      |  |  |                                 |  |
|                                          |                                      | Heneage Finch, III conte di Aylesford | Mary Fisher                          |  |  |       |  |  |                                      |  |  |                                 |  |
| Frances Finch                            |                                      | Heneage Finch, III conte di Aylesford |                                      |  |  |       |  |  |                                      |  |  |                                 |  |
|                                          |                                      | Charlotte Seymour                     | Charles Seymour, VI duca di Somerset |  |  |       |  |  |                                      |  |  |                                 |  |
|                                          |                                      | Charlotte Seymour                     | Charles Seymour, VI duca di Somerset |  |  |       |  |  |                                      |  |  |                                 |  |
|                                          |                                      | Charlotte Seymour                     | Charlotte Finch                      |  |  |       |  |  |                                      |  |  |                                 |  |
| William Legge, V conte di Dartmouth      |                                      | Charlotte Seymour                     |                                      |  |  |       |  |  |                                      |  |  |                                 |  |
|                                          | John Chetwynd-Talbot, I conte Talbot | John Talbot                           |                                      |  |  |       |  |  |                                      |  |  |                                 |  |
|                                          | John Chetwynd-Talbot, I conte Talbot | John Talbot                           |                                      |  |  |       |  |  |                                      |  |  |                                 |  |
|                                          | John Chetwynd-Talbot, I conte Talbot | Catherine Chetwynd                    |                                      |  |  |       |  |  |                                      |  |  |                                 |  |
| Charles Chetwynd-Talbot, II conte Talbot | John Chetwynd-Talbot, I conte Talbot |                                       |                                      |  |  |       |  |  |                                      |  |  |                                 |  |
|                                          |                                      | Charlotte Hill                        | Wills Hill, I marchese del Downshire |  |  |       |  |  |                                      |  |  |                                 |  |
|                                          |                                      | Charlotte Hill                        | Wills Hill, I marchese del Downshire |  |  |       |  |  |                                      |  |  |                                 |  |
|                                          |                                      | Charlotte Hill                        | Margaretta FitzGerald                |  |  |       |  |  |                                      |  |  |                                 |  |
| Frances Chetwynd-Talbot                  |                                      | Charlotte Hill                        |                                      |  |  |       |  |  |                                      |  |  |                                 |  |
|                                          |                                      | Charles Lambart                       | Gustavus Lambart                     |  |  |       |  |  |                                      |  |  |                                 |  |
|                                          |                                      | Charles Lambart                       | Gustavus Lambart                     |  |  |       |  |  |                                      |  |  |                                 |  |
|                                          |                                      | Charles Lambart                       | Thomasine Rochfort                   |  |  |       |  |  |                                      |  |  |                                 |  |
| Frances Lambart                          |                                      | Charles Lambart                       |                                      |  |  |       |  |  |                                      |  |  |                                 |  |
|                                          |                                      | Frances Dutton                        | James Lenox Dutton                   |  |  |       |  |  |                                      |  |  |                                 |  |
|                                          |                                      | Frances Dutton                        | James Lenox Dutton                   |  |  |       |  |  |                                      |  |  |                                 |  |
|                                          |                                      | Frances Dutton                        | Jane Bond                            |  |  |       |  |  |                                      |  |  |                                 |  |
|                                          |                                      | Frances Dutton                        |                                      |  |  |       |  |  |                                      |  |  |                                 |  |